# Краљевска привредна банка
Краљевска привредна банка била је новчани завод основан у Краљеву 1912. године. Имала је највећи оснивачки капитал од свих новчаних завода основаних у овом граду пре Другог светског рата. По окончању Првог светског рата спојила се са Краљевском акционарском задругом. Током тридесетих година Банка је морала да се стави под заштиту државе због све већих потешкоћа изазваних у пословању Великом кризом. Заштита под којом се Банка налазила укинута је непосредно пред избијање Другог светског рата, који је означио и крај њеног пословања. 

## Оснивање Банке
Након Берлинског конгреса почео је да расте број новчаних завода основаних у Србији. Године 1885. Краљево је добило свој први новчани завод - Краљевску акционарску штедионицу, а 1902. године основана је и Краљевска акционарска задруга. Због неповољних односа са Аустроугарском у време Царинског рата и Анексионе кризе, почела се осећати оскудица новца. Због тога је у Србији број новчаних завода нагло порастао. У периоду од 1888. до 1908. године основано је преко 100 оваквих установа. У том светлу треба посматрати и оснивање Краљевске привредне банке. Она је основана 15. јула 1912. године. Како су два новчана завода у Краљеву која су јој претходила имала недовољни капитал да помогну привреду у потребној мери, појавила се потреба за оснивањем ове Банке. Њен оснивачки капитал је био 300.000 динара. Акције Банке су биле у номинали од 100 динара, а прво коло је уплатило 111 акционара. Оснивачи Краљевске привредне банке за трговину и индустрију били су: Петар Богавац, Стеван Милосављевић, Крсман С. Дугалић, Филип М. Цветић, Милан Ковачевић, Љуба Г. Радовић, Димитрије Ивковић, др Рафаил А. Биђерани и Велисав Т. Маловић. Сви чланови прве управе Банке осим једног су били трговци, што је указивало да је на њихов циљ помагање трговине и привреде. Неки од оснивача ове Банке су већ учествовали у оснивању претходна два краљевачка новчана завода, што показује да је група финансијски најмоћнијих Краљевчана желела да контролише све главне финансијске токове у граду, чиме би себи обезбедила што јачи економски и друштвени положај.
Као и друге српске банке, и Краљевска привредна банка је своју главницу увећавала уплатом по колима. Уплате су биле недељне, а када се једно коло уплати отпочињало се са уплатом новог кола. Међутим, дешавало се да се поједина кола прескачу или да се касни са њиховом уплатом јер је финансијска моћ акционара била ограничена. По правилима Банке, акционар је губио свој положај уколико касни са уплатама 10 недеља, а потом, након опомене Банке, не уплати свој дуг у наредних 5 недеља. Њему је тада враћана једна трећина капитала који је уложио, а преостале две трећине су уплаћиване у резервни фонд Банке.
Иако је Банка била основана у јулу 1912. године, због избијања Балканских ратова њен рад је отпочео тек 1. новембра 1913. Међутим, већ 1. јула 1914. године банка је поново морала да обустави свој рад, овај пут због избијања Првог светског рата. Током рата само један члан Управног одбора Краљевске привредне банке је остао у Краљеву. Преостали чланови су били интернирани или евакуисани. Током окупације уништавана су званична докумената и књиге који су носили печат Краљевине Србије. Све књиге Краљевске привредне банке су биле уништене, изузев књиге залога. Инвентар је био оштећен или однет, тако да је штета за касу, књиге, намештај и архиву процењена на 12.238 динара. Најзаслужнији за чување преостале имовине банке, укључујући и књигу залога, били су Петар Богавац, један од њених оснивача, и његова супруга Бисенија.

## Пословање Банке у међуратном периоду
Након рата, било је потребно извесно време како би се Банка опоравила и поново отпочела свој рад. Према Закону о ликвидацији мораторног стања управа је морала да исплати плате запосленима у Банци за период од 1914. до 1919. године. Једни изузетак је био случај бившег благајника Банке Божидара Ђорђевића, који је током рата остао у Србији и због трговине и сарадње са окупатором му је било суђено. Икао није желела да му исплати плату, Банка му је ипак понудила 1000 динара. Како би утврдила стање своје пасиве, Банка је 1. фебруара 1920. године позвала све своје улагаче да се са књижицама пријаве ради поновног књижења. Како је документација Банке нестала, она је приликом утврђивања стања зависила од својих улагача и докумената које су они доносили као доказ.

### Фузија са Краљевском акционарском задругом
Пошто су у тешком стању након рата била и друга два новчана завода у Краљеву, њихове управе и управа Краљевске привредне банке су одлучили да се ова три новчана завода споје у један. Међути, била је потребна и сагласност акционара. Управа Краљевске привредне банке је, како би убедила своје акционаре, истицала да је минимални капитал потребан једном новчаном заводу како би могао обављати своје послове износио милион динара, што би се могло остварити спајањем три мања новчана завода у један. Такође, управа је предлагала да се банка бави не само банкарским, већ и трговинским и спекулативним пословима, јер су они доносили већу зараду. Иако су акционари Краљевске привредне банке прихватили фузију новчаних завода, до ње није дошло. Њу су одбили акционари Краљевске акционарске штедионице, али разлози за такву њихову одлуку нису познати. Могуће је да су се бојали премоћи групе око Петра Богавца и Стевана Милосављевића, који су били не само акционари Краљевске акционарске штедионице, већ и чланови управе других двеју банака.
Пошто су акционари Краљевске привредне банке и Краљевске акционарске задруге гласали за фузију, њихова два новчана завода су се ујединила. Планирано је било да почетни капитал нове банке буде милион динара, а да се уплата изврши у два кола од по 500.000 динара. Уплата другог кола је требало да почне чим прво коло буде било уплаћено. Акције банке су биле 500 динара, и емитовано је укупно 2000 акција. Почетни капитал је износио милион динара и због тога што је Народна банка давала повољне зајмове оним банкама чија је главница износила бар толико. Министар трговине и индустрије др Мехмед Спахо дао је одобрење за спајање завода и повећање капитала, али је висину акција оставио на ранијем нивоу, од 100 динара. Министар је на спајање два завода гледао као на припајање, јер је капиталом сматрао само главницу Привредне банке у висини од 150.000 динара. Дозволио је повећање основног капитала, али на реалан начин: да се у року од шест месеци уплати 350.000 динара, док би преосталих 500.000 динара било уплаћено у року од годину дана по извршеној уплати првог кола.
Двадесете године су биле врло повољне за рад банака, што је користила и Краљевска привредна банка. Она је такође улазила у послове са некретнинама, па је у њеном власништву било и неколико објеката у центру града. Захваљујући добром пословању Банка је у два наврата, 1924. и 1926. године, повећала свој основни капитал. Због привредне кризе крајем двадесетих година, Краљевска привредна банка је морала да потражи нове клијенте. Уместо привредника, највећи број нових клијената су чинили сељаци, али износи за које су се они задуживали нису могли да надоместе све мањи број пословних људи међу клијентелом Банке. Кредибилитет Банци је обезбеђивао углед који је уживао Петар Богавац. Такође, на пословање Банака је утицала и политичка припадност, односно знало се које су банке „демократске” а које „радикалске”. Како су становништву увек били потребни кредити, банке су постајале и својеврсни центри за регрутацију бирача. Ово је у многоме допринело победама Петра Богавца на парламентарним изборима у Краљеву у међуратном периоду.

### Криза и стављање Банке под заштиту државе
Године 1929. отпочела је привредна криза у Сједињеним Америчким Државама. Ипак, ова криза није одмах погодила Југославију. Како је ово била махом пољопривредна земља, њу је знатно теже погодио пад цена житарица 1931. године и и аграрна криза која је потом уследила. Презадужено становништво није више могло да враћа своје дугове. Закон о заштити земљорадника из 1932. године је увео мораторијум на враћање дугова пољопривредника. Иако је он пружао и заштиту банкама код којих су сељаци били задужени, у пракси он је у потпуности паралисао њихов рад. Како је овај мораторијум константно био продужаван, све банке су се нашле у врло тешкој ситуацији. Услед немогућности да подмири захтеве потражилаца Краљевска привредна банка затражила је заштиту на основу Закона о заштити новчаних завода и њихових веровника и Уредбе о регулисању исплата код појединих новчаних завода од 27. децембра 1932. године. Како извршне власти нису довољно ефикасно радило на извршењу дугова, Банка није могла да дође до неопходних средстава. Са друге стране, они улагачи и дужници који су редовно извршавали своје обавезе, почели су због тога да губе поверење у Краљевску привредну банку. Стога је Краљевска привредна банка стављена је под заштиту одлуком министра трговине и индустрије од 7. јула 1936. године.
Након стављања под заштиту, Банка је своје пословање свела на исплату штедних улога од суме која је добијана на основу земљорадничких меница од Привилеговане аграрне банке. Дуговања Банке смањена су и пребијањем дугова поверилаца и дужника. Велику полемику изазвала је одлука Управног одбора Банке донета на седници 1. фебруара 1939. године да се банчиним дужницима и акционарима: Алекси Алексићу, Петру Богавцу, Милану Пауновићу и Димитрију Ивковићу отпише 50% дуговања. Одлука је донета у време када у Банци није био постављен комесар, а образложена је тиме што су њиховим дуговањима по текућим рачунима зарачунаване веће камате од предвиђених. Међутим, иако је ову одлуку одобрио збор акционара 17. априла 1940. године, одређени комесар при Банци Анђелко Трајић није се сложио са овом одлуком јер није утврђена немогућност наплате, а радило се о лицима који су била доброг материјалног стања. Да би спровео своју одлуку, Управни одбор је затражио скидање заштите, правдајући захтев тиме да заштита није више потребна јер су исплатили преко два милиона динара обавеза. Преостале обавезе су били у стању да исплате продајом дела своје имовине. Заштита је укинута 23. октобра 1940. године, али је исплату преосталих обавеза и потпуну нормализацију рада Краљевске привредне банке прекинуло избијање Другог светског рата у Југославији.